# Parafia Najświętszej Maryi Panny Wspomożenia Wiernych w Stykowie
Parafia Najświętszej Maryi Panny Wspomożenia Wiernych w Stykowie – jedna z 12 parafii dekanatu Starachowice-Południe diecezji radomskiej.

## Historia
Parafia została erygowana przez biskupa Edwarda Materskiego 1 sierpnia 1983 z wydzielonego terenu parafii Krynki i Pawłów. Początkowo nabożeństwa sprawowano w remizie strażackiej. Kościół pw. NMP Wspomożenia Wiernych, według projektu arch. Eugeniusza Marcinkowskiego z Kielc, zbudowany został w latach 1984 - 1988 staraniem ks. Tadeusza Menio. Świątynia została poświęcona przez biskupa Edwarda Materskiego 27 listopada 1988. Konsekracji kościoła dokonał biskup Jan Chrapek 28 maja 2000. Jest budowlą z czerwonej cegły.

## Zasięg parafii
Do parafii należą wierni z miejscowości: Dąbrowa, Jabłonna, Kuczów i Styków.

## Proboszczowie
- 1981–1983: ks. Jan Jurek
- 1983–1990: ks. Tadeusz Menio
- 1991–2020: ks. kan. Stanisław Kuśmierczyk
- od 2020: ks. Jacek Bajon